# Palatul soarelui
Palatul soarelui este un film documentar românesc din 1986 regizat de David Reu.